# Nordiska spelen 1901

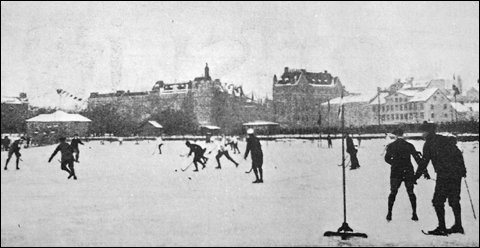
Bandy, eller hockey som det kallades på den tiden, spelades på Nybroviken.

Nordiska spelen 1901 var den första upplagan av Nordiska spelen, ett arrangemang för ett flertal vintersporter öppet för idrottare från alla länder.
Nordiska spelen arrangerades i Stockholm, och även om spelen var öppna så dominerades de av svenska idrottare och lag. Möjligheterna att resa långt för att delta i idrottstävlingar var inte lika stora på den tiden även om moderna färdmedel hade börjat utvecklas.
Många sporter som inte längre är särskilt allmänt utövade fanns med bland grenarna. Bland skidlöpningsgrenarna på Lindarängen förekom bland annat skidlöpning efter renar Man tävlade också i sporter som inte är typiska vintersporter, såsom fäktning.

## Resultat

### Bandy
- Final: Uppsala HK-Stockholms HK 1-0[4]

### Curling
Curling utövades som demonstrationssport av Bohuslänska Curlingklubben.

### Skridskor, hastighetsåkning

#### 500 m
1. F.F. Warhén, Finland, 54  sek
2. D. Jahrl, Sverige,      54,6 sek
3. M. Lördahl, Norge,    54,8 sek[6]

#### 10 000 m
1. F.F. Warhén, Finland, 20,30,2 min
2. I.C. Greve, Holland, 20,37,0 min
3. R. Gundersen, Norge, 20,47,0 min[6]

### Fotnoter
1. ↑  Jönsson 2001, s. 21.
2. ↑  Sportboken: Brefkort Nordiska spelen 1901 Arkiverad 5 mars 2016 hämtat från the Wayback Machine., läst 11 januari 2016
3. ↑  Leopolds antikvariat: Nordiska spelen 1901 (vykort m.m. till salu) Arkiverad 4 mars 2016 hämtat från the Wayback Machine., läst 11 januari 2016
4. ↑  ”Nordiska spelen”. Bandytipsets arkiv. http://www.oocities.org/~bandytips/Kalenderbiteri/Svetab/NS.html. Läst 11 januari 2016.
5. ↑  Ahlbom, Bengt; Hentzel, Roland; Lidman, Sven S., reds. ”Curling”. Sportens lille jätte. Stockholm: Natur och kultur (publicerad 1948). sid. 236
6. 1 2  Swedensport.com: "Nordiska spelen", 2002 Swedensite Arkiverad 4 mars 2016 hämtat från the Wayback Machine., läst 11 januari 2016